# سارة يورك ستيفنسون
سارة يورك ستيفنسون (بالإنجليزية: Sara Yorke Stevenson)‏ (وُلدت في 19 فبراير في عام 1847- تُوفيت في 14 نوفمبر في عام 1921)، كانت عالمة آثار أمريكية متخصصة في علم المصريات، وكانت واحدةً من مؤسسي متحف الآثار والأنثروبولوجيا في جامعة بنسلفانيا. نشطت ستيفنسون في مجال حق النساء في التصويت، بالإضافة إلى كونها كاتبة عمود لصالح صحيفة بابلك ليدجر في فيلادلفيا.
نشرت ستيفنسون كتبًا ومقالات حول علم المصريات –بصفتها باحثةً في هذا المجال- والحضارة المادية للشرق الأدنى القديم، بالإضافة إلى نشرها لمذكرات حول عهد الإمبراطور ماكسيميليان الأول في المكسيك. اعتُبرت ستيفنسون الأمينة الأولى للمجموعة المصرية في متحف بنسلفانيا، كونها لعبت دورًا جوهريًا في أثناء الحصول على الكثير من قطع هذه المجموعة. عملت ستيفنسون أيضًا بصفتها أول رئيس لكل من جمعية المساواة في الحق في التصويت ونادي فيلادلفيا الأهلي، وذلك نظرًا لكونها ناشطةً في مجال حقوق المرأة. اعتُبرت ستيفنسون المرأة الأولى الحاصلة على درجة الدكتوراه الفخرية من جامعة بنسلفانيا، بالإضافة إلى كونها أول امرأة تحاضر في متحف بيبودي في جامعة هارفرد، فضلًا عن اعتبارها أول امرأة تحصل على عضوية في لجنة تحكيم جوائز الإثنولوجيا في المعرض العالمي الكولومبي في شيكاغو.

## مسيرة حياتها المهنية والأهلية

### الجمعيات الأهلية
لعبت ستيفنسون دورًا قياديًا في العديد من الجمعيات الأهلية (التي تُعرف ايضًا باسم المجتمعات المدنية، أو مجموعات من المجتمعات المحلية التي تحوي مواطنين يجمعهم اهتمامات أو أنشطة جماعية). اعتُبرت ستيفنسون أول مؤسسي جمعية المساواة في الحق في التصويت في فيلادلفيا وأول رؤسائها، بالإضافة إلى كونها مؤسسة نادي فيلادلفيا الأهلي الذي ترأسته لفترتين (وهو نادٍ يضم مجموعة من النساء المدافعات عن الإصلاح والتحسين الأهلي). شغلت ستيفنسون منصب رئاسة نادي أكرون لمدة 25 عامًا، بالإضافة إلى ترأسها للنادي المعاصر ولجنة الحرب الفرنسية الإغاثية للمعونات الطارئة في بنسلفانيا. عملت ستيفنسون أيضًا بصفتها عضوًا في اللجنة النسائية المئوية للمعرض الدولي المئوي في فيلادلفيا في عام 1876، إذ أنشأت هذه اللجنة معرض «المبنى النسائي» الذي عرض «الروابط الحميمة والقيم المشتركة والإنجازات المادية للنساء للمرة الأولى في معرض دولي»، حظي هذا المعرض بالإشادة باعتباره علامة فاصلة في مسار الحركة النسائية في القرن التاسع عشر.

### جماعة فورنس-ميتشل
انضمت ستيفنسون إلى مجموعة من نخبة باحثي فيلادلفيا المعروفين دوليًا، والذين يُعرفون باسم جماعة فورنس-ميتشل، إذ اعتُبرت هذه الجماعة بمثابة قوة دافعة في العديد من المجالات خلال أواخر القرن التاسع عشر وأوائل القرن العشرين، ولا سيما في مجال الأنثروبولوجيا. ضمت هذه الجماعة موسيقيين وأطباء وكتّاب وباحثين وعلماء أنثروبولوجيا ومعلمين، وعُرفت هذه الجماعة بأنها «استثناء في تقبلها للنساء الناجحات على قدم المساواة الفكرية». تمكنت ستيفنسون من تكوين علاقات وثيقة والعمل في إطار تعاوني مع أعضاء آخرين في المجموعة، بما في ذلك هوراس هوارد فورنس وأوين ويستر وسلاس وير ميتشل وتالكوت ويليامز وأغنيس إيروين.

### جمعية المساواة في الحق في التصويت في فيلادلفيا
أسست ستيفنسون جمعية المساواة في الحق في التصويت في ولاية بنسلفانيا، اعترافًا منها بالصعوبات التي تواجهها النساء في مسيرتهن للحصول على الحق في التصويت. شغلت ستيفنسون منصب رئاسة الجمعية حتى عام 1910، ثم عملت بصفتها النائب الأول لرئيس الجمعية حتى إقرار التعديل الفيدرالي الذي يضمن حق المرأة في التصويت في عام 1920. أعادت جمعية المساواة في الحق في التصويت في فيلادلفيا نشر الخطاب المعنون «هل يحق للمرأة التصويت؟» في عام 1910، وهو خطاب ألقاه وينديل فيليبس في مدينة ورسستر في ولاية ماساتشوسيتس في عام 1851. تطرقت ستيفنسون في مقدمة الخطاب المُعاد نشره (موقعةً باسم «إس. واي. إس.») إلى النضال المستمر من أجل حق المرأة في التصويت. 